# 浅田棘口吸虫
浅田棘口吸虫（あさだきょくこうきゅうちゅう、学名：Echinostoma hortense）とは、棘口吸虫科棘口吸虫属に属する吸虫の1種。Isthmiophora hortensis (Asada, 1926) Kostadinova et Gibson, 2004 とする説が提唱されている。第一中間宿主はモノアラガイ、ヒメモノアラガイ、第二中間宿主はカエル、サンショウウオ、ドジョウ、終宿主はイヌ、ヒト、ドブネズミ、イタチ、テン、タヌキ。浅田棘口吸虫の虫卵は終宿主の糞便とともに体外に排泄され、水中でミラシジウムは孵化して第一中間宿主に体表から侵入する。第一中間宿主内でスポロシスト、レジア、セルカリアと発育し、セルカリアは体外へ遊出し、第二中間宿主へ侵入する。第二中間宿主内でメタセルカリアとなり、第二中間宿主が終宿主に捕食されると終宿主の小腸で脱嚢し、成虫に発育する。